# Waldemar Pawlak
Waldemar Pawlak   (Model, Masovian Voivodeship, 5 de setembre de 1959) és un estadista polonès, membre del Partit Popular Polonès (PSL), que va presidir entre el 1991 i el 1997, després el 2005 i el 2007.
Va ser nomenat dues vegades president del Consell de Ministres, la primera vegada sense obtenir investidura parlamentària. Del 2007 al 2012 va exercir de vicepresident del Consell de Ministres i ministre d'Economia.

## Biografia

### Formació i vida professional
Guanyador de la IVa olimpíada de coneixements tècnics el 1978, va ingressar a l’Escola Politècnica de Varsòvia, on va participar en vagues estudiantils el desembre de 1981. Fins que es va graduar el 1984 a la Facultat d'Enginyeria de l'Automoció i la Producció, va compaginar els seus estudis amb un lloc com a professor d'informàtica a una escola primària de Pacyna, al centre de Polònia.
Després de graduar-se a la universitat, va assumir la direcció d’una granja de Kamionka, a la província de Płock, mentre treballava a Agrotechnika. No va aconseguir un doctorat en el camp de la tecnologia de la informació a l’Acadèmia d'Economia de Poznań, després d'uns quants intents.

### La fi de la Polònia comunista
El 1985 es va unir al Partit Popular Unit (ZSL), una formació titella del règim comunista, i quatre anys més tard va ser elegit diputat a la Dieta, en les eleccions negociades entre el Partit Obrer Unificat Polonès (PZPR) i els grups de l'oposició. L'any següent, el ZSL es va transformar en Partit Popular Polonès -Renaixement (PSL-O) i va prendre la seva autonomia enfront del PZPR. Es va fusionar el 1990 amb altres partits per garantir la refundació del Partit Popular Polonès (PSL), del qual Pawlak fou membre, i president des del 29 de juny de 1991.

### Dues vegades president del Consell de Ministres
El 5 de juny de 1992 va ser nomenat president del Consell de Ministres pel president Lech Wałęsa, però no va formar un nou govern conservador i liberal. Finalment va abandonar el 10 de juliol, després de trenta-tres dies de negociacions, conegut com el "33 dies de Pawlak" (33 dni Pawlaka). Des de la caiguda del comunisme, és l’únic que no ha pogut formar govern.
A Eleccions parlamentàries poloneses de 1993, el PSL va obtenir 132 escons i es va convertir en el segon partit del país, per darrere de l'Aliança de l'Esquerra Democràtica (SLD). Després de formar un govern de coalició format per 303 de 460 diputats, Waldemar Pawlak va ser novament nomenat president del Consell de Ministres pel cap d'Estat el 26 d'octubre. El seu govern, però, va ser enderrocat l'u de març de 1995 per una Moció de censura constructiva adoptada per la seva pròpia coalició, i va ser substituït pel socialdemòcrata Józef Oleksy.

### Eleccions presidencials de 1995 i canvi a un segon pla
Poc després va substituir el candidat del PSL a les eleccions presidencials del 5 i 19 de novembre, el president de la Dieta, Józef Zych, però va acabar cinquè a la primera ronda amb només el 4,31 % dels vots. Dos anys després, el seu partit va patir un revés a les eleccions legislatives del 21 de setembre de 1997, obtenint només 27 escons. Després va renunciar a la presidència del PSL, però va continuar sent diputat, mandat que va mantenir a les eleccions del 2001.

### A partir del 2005, el retorn
Nomenat president del grup parlamentari del PSL el 15 de juny de 2004, va tornar la direcció de la formació el 29 de gener de 2005. El partit recula a Eleccions parlamentàries poloneses de 2005 del 25 de setembre següent, perdent disset membres elegits, però manté la presidència. Després de les anticipades eleccions legislatives del 21 d’octubre de 2007, durant les quals el PSL va obtenir 31 diputats, és a dir, 6 més, va formar una coalició governamental amb la Plataforma Cívica (PO) i es va convertir, el 16 de novembre, en vicepresident del Consell de Ministres i ministre d'Economia.
Després de l'Accident del Tu-154 de la Força Aèria de Polònia el 10 d'abril de 2010, va ser nomenat vicepresident del grup de coordinació per a les activitats governamentals relacionades amb el desastre pel president del Consell de Ministres, Donald Tusk. Onze dies després, va anunciar que seria candidat a les eleccions presidencials anticipades del 20 de juny i del 4 de juliol, registrant-se la seva candidatura el 6 de maig. Nomenat dues setmanes més tard com a membre del Consell de Seguretat Nacional (NRB) pel president interí, Bronisław Komorowski, va tornar a ocupar el cinquè lloc a la primera volta de les eleccions presidencials, però aquesta vegada amb només l'1,75 % de vots emesos.
Substituït el 17 de novembre de 2012 perJanusz Piechociński com a president del PSL, va deixar el govern deu dies després.
No va ser reelegit a les eleccions parlamentàries poloneses del 2015.
Crida al boicot de les eleccions presidencials poloneses de 2020 en el context de la pandèmia del coronavirus.

### Vida privada
Casat amb Elżbieta Pawlak, és pare de tres fills i viu a Żyrardów. Està interessat en les noves tecnologies, especialment el programari lliure, del qual és un fervent promotor.

## Premis
Premis estrangers (llista parcial)
- Comandant de l'Orde de Sant Carles (2012)[3]
- Gran Creu de l'Ordre del Mèrit de Lituània[4]
- Reial Ordre del Mèrit Noruega[5]
- Ordre al Mèrit (Portugal)[6]